# Ильинский, Игорь Владимирович
И́горь Влади́мирович Ильи́нский (11 [24] июля 1901, Москва — 13 января 1987, Москва) — советский актёр и режиссёр театра и кино, мастер художественного слова (чтец). Герой Социалистического Труда (1974). Народный артист СССР (1949). Лауреат Ленинской премии (1980) и трёх Сталинских премий I степени (1941, 1942, 1951).

## Биография
Родился 11 (24) июля 1901 года в деревне Пирогово, в посёлке при фабрике Чернышёвых (по паспорту — в Москве) в семье Владимира Капитоновича и Евгении Петровны Ильинских. Отец был земским и фабричным зубным врачом, после переезда в Москву занялся частной практикой. Кроме того, он увлекался живописью и игрой в любительском театре, в основном в комических амплуа; был дружен с крупными московскими актёрами. Мать служила курьершей при театральной конторе на Большой Дмитровке.
В детстве Игорь Ильинский занимался сокольской гимнастикой в Русском гимнастическом обществе «Сокол», а в юности играл в футбол и хоккей с мячом в РГО «Сокол» и в ИМРЯК (Императорский московский речной яхт-клуб).
В 1917 году в связи с отменой советской властью восьмигодичного обучения завершил своё среднее образование в частной гимназии Флёровых и в том же году поступил в студию сценического искусства Ф. Ф. Комиссаржевского. Впервые выступил на профессиональной сцене 21 февраля 1918 года в Театре имени В. Ф. Комиссаржевской (роль старика в комедии Аристофана «Лисистрата»). В студии играл шутов, слуг, вестников и другие незначительные роли.
Совмещая работу в Театре имени В. Ф. Комиссаржевской, играл в ряде других театров, студий, оперетте, цирке, на эстраде: Театр Совета рабочих депутатов, Театр ХПСРО (с 1918), Театр-кабаре «Летучая мышь», Никитский театр, Первый государственный театр для детей, Театр революционной сатиры (Теревсат), Театр «Аквариум», 1-я студия МХАТ (1922—1924), Ленинградский государственный театр драмы (ныне Александринский театр) (1924—1925); принимал участие в спектаклях губернского театра Пролеткульта.
Пробуя свои силы в различных жанрах, наибольших успехов добивался в комедийных ролях: Селим («Похищение из сераля» В. А. Моцарта), Антонио («Женитьба Фигаро» П. Бомарше) и других. Уже в этот период обнаруживается огромное сценическое обаяние актёра, его большая эмоциональная заразительность, склонность к яркой комедийной форме и мастерство перевоплощения.
В 1920 году поступил в руководимый Вс. Мейерхольдом Театр РСФСР 1-й, который после многочисленных преобразований в 1923 году стал называться Театр имени Мейерхольда, где служил до 1935 года.
В 1935—1936 годах работал актёром и режиссёром киностудии «Украинфильм», в 1936—1937 — актёром киностудии «Мосфильм».
В 1938 году Ильинский снялся в комедии «Волга-Волга». Фильм стал одной из любимых картин Сталина, и когда тому впервые представили Ильинского, игра которого в роли Бывалова генсеку очень нравилась, Сталин пошутил: «Здравствуйте, гражданин Бывалов. Вы бюрократ, и я бюрократ, мы поймём друг друга. Пойдёмте побеседуем».
Был сорежиссёром некоторых кинофильмов, в которых снимался сам.
Склонность к лирике, драматизму, передаче глубоких человеческих чувств нашла своё отражение и в его концертной деятельности (как мастер художественного слова Ильинский выступал с начала 1920-х годов). Особенно ярко эти качества проявились в исполнении рассказа Карла Ивановича из «Отрочества» Л. Толстого и «Старосветских помещиков» Н. Гоголя. В эстрадном репертуаре большое место занимают произведения А. Пушкина, И. Крылова, М. Щедрина, А. Чехова, М. Зощенко. Использовал в концертных выступлениях свою богатую мимику, выразительный жест, движение.
Выступал на радио (Победоносиков — «Баня» В. В. Маяковского, 1951, и др.).
С 1938 года служил актёром Малого театра. С 1958 года занимался режиссурой в театре.
В 1960—1962 годах преподавал в Высшем театральном училище имени М. С. Щепкина при Государственном академическом Малом театре, в 1977—1984 — в ГИТИСе им. А. В. Луначарского (ныне Российский институт театрального искусства — ГИТИС) (с 1962 — профессор по кафедре мастерства актёра).
Друзьями актёра были артист А. Кторов и художник из Кукрыниксов Н. Соколов.
Член КПСС с 1960 года.
В марте 1966 года подписал письмо тринадцати деятелей советской науки, литературы и искусства в президиум ЦК КПСС против реабилитации И. В. Сталина.
Скончался 13 января 1987 года на 86-м году жизни в Москве. Похоронен на Новодевичьем кладбище (10 участок).

## Семья
Первым браком был женат на актрисе Татьяне Ивановне Ильинской, которая умерла от тифа во время войны. Игорь Ильинский тяжело переживал её смерть, по словам сына, едва не покончил с собой.
Второй супругой была актриса Малого театра Татьяна Александровна Еремеева (настоящая фамилия — Битрих; 1913—2012), народная артистка РСФСР (1972). В 1952 году у них родился сын Владимир Ильинский, в настоящее время журналист.

## Награды и звания
- Герой Социалистического Труда (1974)
- Заслуженный артист РСФСР (1942)
- Народный артист РСФСР (1945)
- Народный артист СССР (1949)
- Сталинская премия первой степени (1941) — за исполнение роли Бывалова в фильме «Волга, Волга» (1938)
- Сталинская премия первой степени (1942) — за исполнение роли Чеснока в спектакле «В степях Украины» А. Е. Корнейчука[17]
- Сталинская премия первой степени (1951) — за исполнение роли матроса Шибаева в спектакле «Незабываемый 1919-й» В. В. Вишневского
- Ленинская премия (1980) — за работы последних лет в театре и на телевидении
- Три ордена Ленина (1967, 1971, 1974)
- Три ордена Трудового Красного Знамени (1939, 1949, 1961)
- Орден Дружбы народов (1981)
- Орден Октябрьской Революции (1986)
- Медаль «За доблестный труд в Великой Отечественной войне 1941—1945 гг.»
- Медаль «В память 800-летия Москвы»
- ВКФ (1958, Премия актёру, фильм «Карнавальная ночь»)
- ВТФ (1972, Первая премия исполнителю главной роли, фильм «Эти разные, разные, разные лица»)

## Творчество

### Актёр театра
Театр Совета рабочих депутатов (1918)
- 1918 — «Виндзорские проказницы», опера О. Николаи; постановка Ф. Ф. Комиссаржевского — шут
- 1918 — «Фиделио», опера Л. ван Бетховена; постановка Ф. Ф. Комиссаржевского — в массовке

Театр ХПСРО (1918-1919)
- 1918 — «Похищение из гарема» В. А. Моцарта; постановка Ф. Ф. Комиссаржевского — Селим
- 1918 — «Любовь в полях», опера К. В. Глюка — сатир
- 1919 — «Женитьба Фигаро» П. Бомарше; постановка Ф. Ф. Комиссаржевского — Антонио
- 1919 — «Брак по принуждению» Мольера — доктор Панкрас
- 1919 — «Буря» У. Шекспира; постановка Ф. Ф. Комиссаржевского — Ариэль

Театр-кабаре «Летучая мышь» (1919)
- 1919 — «Шинель» по повести Н. В. Гоголя — портной Петрович
- 1919 — «Табакерки знатных вельмож» — Вольтер
- 1919 — «Лекции о хорошем тоне» — молодой человек
- 1919 — «Танцулька маэстро Попричини» — маэстро Попричини
- 1919 — миниатюра — Наполеон

Никитский театр (1919)
- 1919 — «Наконец одни», оперетта Ф. Легара — кельнер
- 1919 — «Корневильские колокола» оперетта Р. Планкета — старшина

Театр имени Мейерхольда (1920-1934)
- 1920 — «Зори» Э. Верхарна; постановка Вс. Э.Мейерхольда — фермер Гислен
- 1921 — «Мистерия-Буфф» В. В. Маяковского; постановка Вс. Э. Мейерхольда — немец, меньшевик
- 1922 — «Великодушный рогоносец» Ф. Кромелинка; постановка Вс. Э. Мейерхольда — ревнивец Брюно (Государственные Высшие театральные мастерские)
- 1922 — «Смерть Тарелкина» А. В. Сухово-Кобылина; режиссёр Вс. Э. Мейерхольд — Расплюев
- 1924 — «Лес» А. Н. Островского; постановка Вс. Э. Мейерхольда — Аркашка Счастливцев
- 1924 — «Д. Е.» — инсценировка М. Г. Подгаецкого по произведениям И. Г. Эренбурга и Б. Келлермана; постановка Вс. Э. Мейерхольда — 5 ролей: американец-капиталист Твайфт, польский министр пан Тшетешевский, старик профессор-египтолог, мальчишка-газетчик, швейцар-лифтёр
- 1928 — «Горе уму» по комедии А. С. Грибоедова «Горе от ума»; постановка Вс. Э. Мейерхольда, художник Н. П. Ульянов; композитор Б. В. Асафьев — Фамусов
- 1929 — «Клоп» В. В. Маяковского; постановка Вс. Э. Мейерхольда — Присыпкин
- 1931 — «Последний решительный» Вс. В. Вишневского — матрос Самушкин
- 1933 — «Свадьба Кречинского» А. В. Сухово-Кобылина; режиссёр Вс. Э. Мейерхольд, художник В. А. Шестаков — Расплюев
- 1934 — «33 обморока» А. П. Чехова — Ломов

Московский драматический театр (1921)
- 1921 — «Полубарские затеи» А. А. Шаховского; постановка В. Г. Сахновского — Транжирин
- 1921 — «Гроза» А. Н. Островского; постановка В. Г. Сахновского — Тихон

Театр «Аквариум» (1922)
- 1922, лето — «Три вора» У. Нотари; постановка А. Я. Закушняка — Тапиока

1-я студия МХАТ (1923)
- 1923 — «Ирландский герой» Дж. М. Синга; постановка А. Д. Дикого — Кристи Мэгон
- 1923 — «Укрощение строптивой» У. Шекспира; постановка В. С. Смышляева, А. И. Чебана, В. В. Готовцева — Грумио

Малый театр (1938-1984)
- 1938 — «Ревизор» Н. В. Гоголя, режиссёр В. И. Цыганков — Хлестаков[18]
- 1938 — «Горе от ума» А. С. Грибоедова, режиссёр П. М. Садовский — Загорецкий[19]
- 1938 — «Лес» А. Н. Островского — Аркашка Счастливцев
- 1939 — «Богдан Хмельницкий» А. Е. Корнейчука — дьяк Гаврило
- 1940 — «Без вины виноватые» А. Н. Островского — Шмага
- 1941 — «В степях Украины» А. Е. Корнейчука — председатель колхоза Чеснок
- 1941 — «Волки и овцы» А. Н. Островского — Мурзавецкий
- 1944 — «На всякого мудреца довольно простоты» А. Н. Островского — Крутицкий
- 1945 — «Двенадцатая ночь» У. Шекспира — Мальволио
- 1948 — «Доходное место» А. Н. Островского — Юсов
- 1949 — «Ревизор» Н. В. Гоголя — Хлестаков
- 1949 — «Незабываемый 1919-й» Вс. В. Вишневского — матрос Шибаев
- 1951 — «Ревизор» Н. В. Гоголя — городничий
- 1952 — «Когда ломаются копья» Н. Ф. Погодина — профессор Картавин
- 1956 — «Власть тьмы» Л. Н. Толстого, режиссёр Б. И. Равенских — Аким[20]
- 1957 — «Село Степанчиково и его обитатели» по Ф. И. Достоевскому — Фома Опискин
- 1960 — «Любовь Яровая» К. А. Тренёва — Профессор Горностаев
- 1963 — «Горе от ума» А. С. Грибоедова — Фамусов
- 1966 — «Ревизор» Н. В. Гоголя — городничий
- 1967 — «Джон Рид» Е. Р. Симонова — Ленин
- 1971 — «Свадьба Кречинского» А. В. Сухово-Кобылина. режиссёр Л. Е. Хейфец — Расплюев
- 1974 — «Лес» А. Н. Островского — Аркашка Счастливцев
- 1976 — «Мезозойская история» М. Ибрагимбекова — Сабир
- 1978 — «Возвращение на круги своя» И. Друцэ — Лев Толстой
- 1982 — «Вишнёвый сад» А. П. Чехова — Фирс
- 1984 — «На всякого мудреца довольно простоты» А. Н. Островского — Крутицкий

### Режиссёр театра
- 1958 — «Ярмарка тщеславия» по У. Теккерею (совм. с В. И. Цыганковым)
- 1960 — «Любовь Яровая» К. А. Тренёва (совм. с В. И. Цыганковым)
- 1961 — «Честность» А. В. Софронова (совм. с В. И. Цыганковым)
- 1963 — «Госпожа Бовари» Г. Флобера (совм. с А. А. Шиповым)
- 1966 — «Ревизор» Н. В. Гоголя
- 1974 — «Лес» А. Н. Островского
- 1982 — «Вишнёвый сад» А. П. Чехова[21]
- 1984 — «На всякого мудреца довольно простоты» А. Н. Островского
- 1986 — «Человек, который смеётся» В. Гюго (совместно с В. Я. Мартенсом)

### Актёр кино
- 1924 — Аэлита — Кравцов, сыщик
- 1924 — Папиросница от Моссельпрома — Никодим Митюшин, помощник бухгалтера «Пыльтреста»
- 1925 — Закройщик из Торжка — Петя Петелькин, портной
- 1926 — Когда пробуждаются мёртвые — Никешка Вонмигласов
- 1926 — Мисс Менд — клерк Том Гопкинс
- 1926 — Процесс о трёх миллионах — мелкий вор Тапиока
- 1927 — Поцелуй Мэри Пикфорд — билетёр Гога Палкин
- 1927 — Чашка чая — Ильинский
- 1928 — Кукла с миллионами — Поль Колли
- 1930 — Праздник святого Иоргена — бродяга Франц Шульц
- 1931 — Механический предатель — комендант Прут
- 1931 — Шахта 12-28 («Донбасс»)
- 1936 — Однажды летом — комсомолец Телескоп / профессор Сен-Вербуд
- 1938 — Волга, Волга — Иван Иванович Бывалов, начальник Управления мелкой кустарной промышленности в г. Мелководске
- 1939 — Хирургия (к/м) — фельдшер Глеб Глебыч
- 1940 — Преступление и наказание (короткометражный) — Горбушкин
- 1940 — Владимир Маяковский (документальный) — в отрывке из спектакля «Клоп»
- 1942 — Концерт фронту — чтец
- 1953 — Званый ужин (короткометражный) — Пётр Петрович
- 1956 — Безумный день — Зайцев
- 1956 — Карнавальная ночь — Серафим Иванович Огурцов, и. о. директора Дома культуры
- 1962 — Гусарская баллада — фельдмаршал Кутузов
- 1962 — Фитиль (№ 1 «В одном сапоге») (короткометражный) — Евсей Петрович Тетерютин, начальник городского собеса
- 1964 — Фитиль (№ 26 «Патологический случай») (короткометражный) — товарищ Фуфин, начальник / доктор
- 1969 — Старый знакомый — Серафим Иванович Огурцов, директор парка
- 1971 — Эти разные, разные, разные лица — все роли
- 1974 — Юнга Северного флота — человек из очереди

### Режиссёр кино
- 1936 — Однажды летом (совм. с Х. М. Шмаином)
- 1962 — Фитиль (№ 1 «В одном сапоге») (короткометражный)
- 1964 — Фитиль (№ 26 «Патологический случай») (короткометражный)
- 1969 — Старый знакомый (совм. с А. Н. Кольцатым)
- 1971 — Эти разные, разные, разные лица (совместно с Ю. С. Сааковым)
- 1974 — Ильинский о Зощенко (совм. с Ю. С. Сааковым)
- 1975 — Лес (совм. с И. С. Селезнёвой)
- 1976 — Ярмарка тщеславия (совм. с М. П. Муат)
- 1983 — Вишнёвый сад (совм. с Б. М. Конуховым)
- 1985 — На всякого мудреца довольно простоты

### Сценарист
- 1965 — Встречи с Игорем Ильинским (совм. с И. Я. Гурин)
- 1974 — Ильинский о Зощенко

### Телеспектакли
- 1952 — Горе от ума — Антон Антонович Загорецкий
- 1952 — На всякого мудреца довольно простоты — Крутицкий
- 1952 — Волки и овцы — Аполлон Викторович Мурзавецкий, племянник
- 1966 — Коллекция Капы — управдом
- 1973 — Рассказы А. П. Чехова исполняет Игорь Ильинский
- 1974 — Ильинский о Зощенко — главная роль
- 1975 — Свадьба Кречинского — Иван Антонович Расплюев, сосед Кречинского
- 1975 — Лес — Счастливцев
- 1978 — Власть тьмы — Аким
- 1979 — Возвращение на круги своя — Лев Николаевич Толстой
- 1983 — Вишнёвый сад — Фирс
- 1985 — На всякого мудреца довольно простоты — Крутицкий

### Озвучивание мультфильмов
- 1955 — Баллада о столе — читает текст
- 1959 — Пересолил — землемер Глеб Гаврилович Смирнов/читает текст
- 1966 — Иван Иваныч заболел… — читает текст
- 1967 — Сказка о золотом петушке — текст от автора (в издании на грампластинке в 1962 году)
- 1976 — Дом, который построил Джек — от автора
- 2009 — Очумелов (озвучивание состоялось благодаря сохранившимся записям в архивах Госфильмофонда)

### Участие в фильмах
- 1951 — Малый театр и его мастера (документальный) (в отрывках из спектакля «Ревизор» Н. В. Гоголя) — Хлестаков
- 1958 — Звёзды встречаются в Москве
- 1963 — Мелодии Дунаевского (документальный)
- 1965 — Встречи с Игорем Ильинским

## Память
- В Москве, на доме, где проживал актёр,- 2-й Колобовский переулок, дом 2,- установлена мемориальная доска[22].
- В деревне Пирогово в честь Игоря Ильинского названа улица.
- В честь И. В. Ильинского назван астероид (3622) Ильинский, открытый в 1981 году советским астрономом Л. В. Журавлёвой.

### Документальные фильмы
- 2001 — Игорь Ильинский. Жизнь артиста (документальный)
- 2006 — Игорь Ильинский (из цикла передач телеканала ДТВ «Как уходили кумиры») (документальный)
- 2016 — Игорь Ильинский и Татьяна Битрих-Еремеева (в культурно-просветительском проекте телеканала Культура «Больше, чем любовь») (документальный)

Нельзя проходить мимо этой актёрской энциклопедии, мимо автобиографии огромного мастера, где восхищают старые немые киноиллюстрации, где познавателен и интересен разговор с Ильинским — задушевный, импровизационный.

Скажу только одно. Удивительно: старые эпизоды, скажем, с закройщиком из Торжка или с незадачливым детективом Кравцовым, эпизоды условные, гротесковые, кажутся и натуральнее, и человечнее, и, главное, во сто раз узнаваемее по характеру иных сугубо реалистических эпизодов из сугубо современных картин. Ибо в них блестяще соблюдён важный закон искусства — о нерасторжимости формы и содержания.
Виктор Орлов, «Советский экран», 1966 год, № 3.

### Киновоплощения
Образ И. Ильинского используется в биографических картинах «Орлова и Александров» (2015, в роли Роман Мадянов) и «Людмила Гурченко» (2015, в роли Андрей Леонов).

## Публикации
- Игорь Ильинский. Сам о себе. — АСТ, Зебра Е, ВКТ, 2008. — 672 с. — (Актёрская книга). — 3000 экз. — ISBN 978-5-17-053287-2. — ISBN 978-5-94663-585-1. — ISBN 978-5-226-00884-9.